# Sainte-Maure-de-Peyriac
Sainte-Maure-de-Peyriac település Franciaországban, Lot-et-Garonne megyében. Lakosainak száma 305 fő (2022. január 1.). Sainte-Maure-de-Peyriac Poudenas, Montréal, Castelnau-d'Auzan-Labarrère, Saint-Pé-Saint-Simon és Sos községekkel határos.

## Népesség
A település népessége az elmúlt években az alábbi módon változott:
| Lakosok száma | 503  | 343  | 327  | 344  | 341  | 345  | 332  | 312  | 310  | 305  |
|               | 1968 | 1982 | 1990 | 2006 | 2013 | 2015 | 2017 | 2019 | 2020 | 2022 |